# 泰尔特里
泰尔特里（法語：Tertry，法語發音：[tɛʁtʁi]）是法国上法蘭西大區索姆省的一个市镇，属于佩罗讷区。

## 地理
泰尔特里（49°51'45"N, 3°4'11"E）面积4.93 平方千米，位于法国上法蘭西大區索姆省，该省份为法国北部沿海省份，北起加来海峡省和北部省，西接滨海塞纳省和大西洋英吉利海峡，南至瓦兹省，东临埃纳省。
与泰尔特里接壤的市镇（或旧市镇、城区）包括：博瓦韦尔芒杜瓦、朗希、特雷夫孔、蒙希拉加什、弗赖涅昂韦尔芒杜瓦。
泰尔特里的时区为UTC+01:00、UTC+02:00（夏令时）。

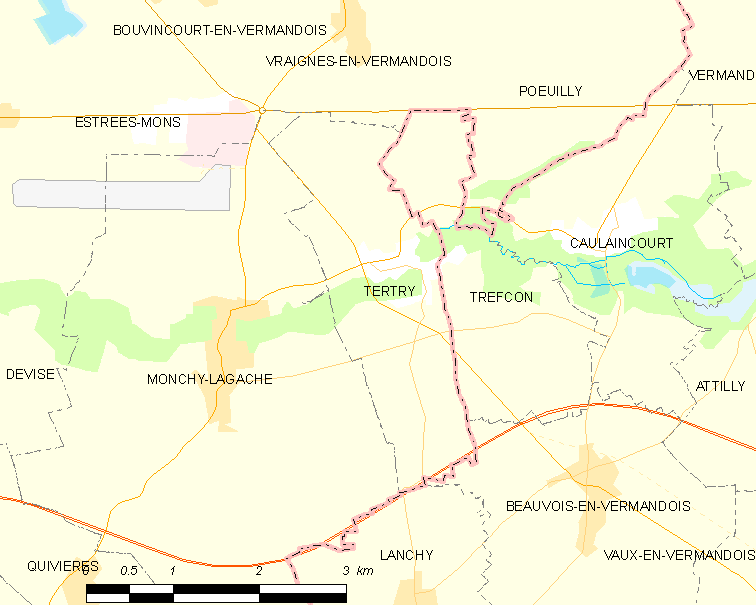
泰尔特里的OSM定位图

## 行政
泰尔特里的邮政编码为80200，INSEE市镇编码为80750。

## 政治
泰尔特里所属的省级选区为阿姆县。

## 人口

1962-2008年间泰尔特里人口变化图示

泰尔特里于2022年1月1日时的人口数量为143人。